# Ford en Turismo Competición 2000

Ford es la marca que participó en la mayoría de las temporadas del antiguo TC 2000, siendo en la actualidad la máxima campeona de la especialidad con 9 coronas obtenidas. Asimismo, es la primera campeona de Súper TC 2000, y la primera en lograrlo sin apoyo oficial.

La historia de Ford en los campeonatos de la familia del Turismo Competición 2000 es de las más extensas en la historia de estos. En ella, fue una de las marcas fundacionales y la que más tiempo permaneció en la misma de manera ininterrumpida, desde su creación en 1979 hasta 2011. Al mismo tiempo, ostenta el récord de ser la máxima campeona de en antiguo Turismo Competición 2000 acumulando 9 títulos en su palmarés. Estos títulos, se complementan con un título obtenido en el Súper TC 2000, fundado en el año 2012 como continuidad del mencionado con anterioridad.
Ford se destacó por sus rivalidades con Renault y Volkswagen, aunque a fines de la década del 90 también tuvo la posibilidad de revivir el clásico duelo de Turismo Carretera que sostiene con la también norteamericana Chevrolet. Con su noveno título, logrado en el año 2010, consiguió quebrar la hegemonía de la francesa Renault que dominaba la categoría desde 1993 cuando sumó su octava corona.
Tras la creación del Súper TC 2000, Ford Argentina retiraría su apoyo oficial, dejando sus esfuerzos en manos de particulares, logrando además el primer título de esta especialidad, mientras que en TC 2000 se alejaría como oficial en el mismo año y de forma efectiva en 2013, volviendo nuevamente en 2014 con equipos particulares.
Ford logró títulos de pilotos de TC2000 de la mano de Mario Gayraud, Rubén Daray, Ernesto Bessone II, Henry Martin, Daniel Cingolani, Gabriel Ponce de León y Norberto Edgardo Fontana. Otros pilotos destacados con la marca del óvalo han sido Esteban Fernandino, Juan María Traverso, Martin Basso, René Zanatta y Walter Hernández.

## Historia

### Comienzo con éxitos
La salida de Ford como equipo oficial en Turismo Carretera hizo que la marca debiera buscar un nuevo incentivo, este se presentó bajo la forma de una nueva categoría, el TC2000. El auto que encuadraba en el reglamento era el Ford Taunus y fue así que el preparador de José Miguel Herceg (que ya venía trabajando para la marca en el TC), preparó dos coupé Taunus con el apoyo oficial de Ford Argentina, las cuales fueron conducidas por Esteban Fernandino (h) y Juan María Traverso durante los primeros torneos de la categoría. En esos tiempos el dominio del Dodge/VW 1500 fue abrumador, quedando relegados en los campeonatos de 1980, 1981, 1982 y 1983. Recién en el año 1984, Ford se pudo sacar la espina al lograr el título de la mano del piloto Mario Gayraud, quien en un duelo personal con su compañero Esteban Fernandino, quebraría la hegemonía de la incipiente Volkswagen quedándose con la corona, más allá de los 6 triunfos conseguidos por el "Chango".
El 1984 sería el último año del Ford Taunus, ya que por ese entonces Ford comenzaba a promocionar un nuevo producto, el Ford Sierra. Este automóvil, mucho más avanzado tecnológicamente que el Taunus, comenzaría a rodar en ese mismo año de presentación, dando paulatinamente retiro a la coupé de origen alemán. Finalmente, en el año 1985, todos los corredores de Ford pasaban a competir con unidades Sierra, lográndose también el segundo gran éxito de la marca al consagrarse como campeón el piloto Rubén Daray, quien lograba su cometido al comando de una coupé XR4, preparada por Carlos Akel.

### Una etapa sin títulos
La política de apoyo de la marca resultó un tanto difusa en los siguientes años. No se conformó solamente un equipo, sino que se brindaba soporte económico a los representantes más competitivos. Los equipos que tenían apoyo de la comisión de carreras eran Herceg Competición y Akel Competición.
Entre los pilotos, Gayraud siguió ligado a Herceg hasta 1989, Ernesto Bessone II participó principalmente con preparación de Akel, aunque tuvo torneos con motorización de Herceg y equipo propio. Hacia principios de los 90 se sumó Bini Competición cuya XR4 fue conducida exitosamente por René Zanatta. Así también, Miguel Ángel Guerra llegaría a poner en 1993 un Sierra con preparación de Akel, cuyo dato curioso fue el de llevar exactamente la misma decoración y los mismos patrocinantes que la coupé Renault Fuego de Juan María Traverso (YPF, El Aion y SanCor), preparada en este caso por Oreste Berta.
Todos estos esfuerzos diseminados generaron una sequía de títulos dado que al no existir un equipo fuerte y un referente claro, se hizo muy difícil pelearle al poderoso Berta Sport, representante de Renault y ganador de 7 campeonatos en 8 años (6 de ellos consecutivamente).
Los modelos de tracción delantera y motor 1.8 ganaban espacio en la punta y sin bien las XR4 habían logrado algunos avances con los nuevos alerones traseros, la inquietud por estar más cerca llevó a la aparición del Sierra Ghia 4 puertas en la pista. Eduardo García Blanco inició esta idea en 1992 y terminó siendo exitosa en manos de Bessone y Cingolani ganando carreras a la par de la XR4. El último ganador con la XR4 fue Omar Martínez.

### El retorno del equipo oficial
Ford volvería a conformar un equipo oficial en 1994, en ese caso el auto elegido era el Ford Escort 5 puertas preparado por el equipo INI competición y sus pilotos Gabriel Furlan y Rafael Verna. En ese entonces, Ford formaba parte junto a Volkswagen del joint venture Autolatina, por lo que el modelo presentado estaba equipado con motor Audi al igual que los Volkswagen.
Sin embargo el primer triunfo de un Escort quedaba en manos de Guillermo Ortelli con un Ford Escort 5 puertas preparado por Tulio Crespi y Oscar Castellano; equipo que al año siguiente hace ganar por primera vez a la coupé XR3 manejada por Omar Martínez y repitiendo en la carrera siguiente y última del campeonato con Guillermo Ortelli al volante.
El equipo oficial no tuvo buenos resultados y terminaba siendo disuelto en momentos donde la fusión Ford/VW (Autolatina) llegaba a su fin (1996). 
Finalmente Ernesto Bessone II era quien lograba ser campeón ese año por primera vez con un Escort 5 puertas llevando la preparación del tándem Oreste Berta y Rafael Balestrini.

### La era Berta
A partir del cambio institucional en la marca, en 1997 se decide poner la representación oficial en manos del equipo Berta Motorsport, el auto elegido era el Ford Escort Zetec sedán. La asociación no podría ser mejor: se logran los campeonatos de 1997 (Henry Martin), 2000 (Daniel Cingolani), y 2001 (Gabriel Ponce de León). En 2002, hace su presentación el Ford Focus, modelo que obtiene los títulos de 2003 y 2005 siempre con Ponce de León al volante. En el año 2007, Martín Basso logra consagrarse subcampeón de TC 2000 por detrás de Matías Rossi (Chevrolet). 
En el año 2009, ocurre un cambio reglamentario en la categoría, en la cual todas las escuderías pasan a ser provistas por motores de origen Ford y preparados por Oreste Berta. Este cambio favoreció muy poco a la propia marca Ford, viéndose relegada al tercer lugar entre escuderías y marcas. Este mismo año, se anuncia la adquisición de la franquicia del equipo por parte de la escudería HAZ Racing Team, campeona de Turismo Carretera en el año 2007. La fusión HAZ-Berta, muestra su potencial en la última carrera del año alzándose con el triunfo. Para 2010, el nuevo binomio preparador anuncia el desarrollo de los nuevos modelos del Ford Focus II y la llegada al equipo del piloto Norberto Fontana. Esta sociedad, finalmente rindió sus frutos cuando Fontana, la falamnte incorporación, se alzó con el título de campeón de TC 2000 este mismo año. Con este lauro, Ford consiguió por primera vez en toda la historia del TC 2000 afirmarse como el máximo campeón de la categoría al sumar 9 títulos, desbancando definitivamente a su máxima rival Renault, que ostentó esa plaza durante 16 años.
A finales del año 2010, Ford movió abruptamente el mercado de pases al anunciar la contratación del piloto Juan Manuel Silva como volante n.º 2 para acompañar a Fontana en la defensa del "1" obtenido ese año. A su vez, también confirmó la desvinculación de Gabriel Ponce de León, luego de 13 años junto a la marca, y de Martín Basso.
En 2011, el equipo arranca con un debut promisorio, con la victoria de Juan Manuel Silva y el tercer puesto de Fabián Yannantuoni en la primera fecha. Sin embargo, la imagen del equipo comienza a desdibujarse con el correr de las fechas, repuntando con la victoria de Yannantuoni en Potrero de los Funes. Fue entonces que el equipo comenzó a diagramar lo que sería la estrategia 2012. Para ese año, estaba prevista la llegada del joven Guido Falaschi a la escudería, en reemplazo de Norberto Fontana quien había anunciado su salida del HAZ Racing Team en todos sus frentes. Sin embargo, la tragedia golpearía al equipo con las sucesivas muertes, primero de su mecánico César Filippa y luego del joven Falaschi en la competencia de Turismo Carretera corrida en Balcarce el 13 de noviembre de ese año. Esta última tragedia, terminaría hechando por la borda el plan 2012 y haría que Fernando Hidalgo (director del HAZ) tome la decisión de retirarse del TC y de redenominar a su escudería en homenaje al fallecido piloto. 
Finalmente, las malas noticias se agravarían en el seno de la marca, cuando a inicios de 2012, Ford Motor Argentina anunciaba el retiro de su apoyo oficial a la exescudería HAZ de TC 2000, generando una verdadera convulsión, por tratarse de la escudería más antigua de la categoría y su máxima campeona. El motivo principal, fue el desacuerdo que generara la implementación por parte de la categoría, de impulsores V8 fabricados por la firma inglesa RPE, en reemplazo de los motores provistos por Oreste Berta, situación que hería gravemente los intereses de la marca en la categoría. Por tal motivo, en este año aquellos pilotos que deseen presentarse a competir con unidades de la marca, no recibirían ningún tipo de apoyo por parte de la terminal de General Pacheco.

### Actualidad
En el primer año en Súper TC 2000, el equipo PSG-16 Team contaría con Carlos "Cacá" Bueno y Jorge Trebbiani como pilotos. Con el correr del campeonato, José María López llegará a la escudería tras los malos resultados obtenidos en las primeras carreras con el Fiat Linea del equipo Pro Racing, levantando así el rendimiento del piloto cordobés llegando a conseguir cuatro triunfos de manera consecutiva, llevándose el campeonato.
En cuanto al TC 2000, Ford contaría con representantes pasada la segunda mitad de la temporada. Con Nicolás Traut en equipo propio y Gerardo Salaverría en el PSG-16 Team. Este último conseguiría la victoria en la última competencia que disputaría la categoría en Potrero de los Funes.
La temporada 2013 tuvo dentro del Súper TC 2000 a tres representantes de Ford, compitiendo de manera particular: Ignacio Char y Gerardo Salaverría en el PSG-16 Team y a Nicolás Traut con equipo propio que tendrá la atención del equipo de Javier Ciabattari. Sin embargo y con el paso del tiempo, solamente quedaría Traut, ya que tanto Char como Salaverría serían ascendidos sucesivamente al equipo principal del PSG-16 Team, que oficiaba como escudería oficial de la marca Fiat.
Por otra parte, por primera vez y en más de 30 años, la marca Ford estaba ausente en el TC 2000, quebrándose de esta forma una regularidad de 35 años consecutivos participando en esta divisional, donde obtuvo 9 campeonatos desde el inicio en el torneo presentación de 1979.

## Estadísticas

### Modelos de la marca
| Automóvil                | Período                  | Motores                  | Victorias                | Campeonatos (Años)       |
| Turismo Competición 2000 | Turismo Competición 2000 | Turismo Competición 2000 | Turismo Competición 2000 | Turismo Competición 2000 |
| ------------------------ | ------------------------ | ------------------------ | ------------------------ | ------------------------ |
| Ford Taunus              | 1980 - 1984              | Ford SP 2.3 8V           | 23                       | 1 (1984)                 |
| Ford Sierra              | 1984 - 1996              | Ford SP 2.3 8V           | 45                       | 1 (1985)                 |
| Ford Escort Ghía         | 1993 - 1997              | Audi AP1800 1.8          | 11                       | 1 (1996)                 |
| Ford Escort XR3          | 1995 - 1996              | Audi AP2000 2.0          | 4                        | -                        |
| Ford Escort Zetec        | 1997 - 2001              | Ford Zetec 2.0 16V       | 40                       | 3 (1997, 2000 y 2001)    |
| Ford Focus I             | 2001 - 2004              | Ford Zetec 2.0 16V       | 19                       | 2 (2003 y 2005)          |
| Ford Focus I             | 2005 - 2008              | Ford Duratec 2.0 16V     | 19                       | 2 (2003 y 2005)          |
| Focus I-Berta            | 2009 / 2012              | Duratec by Berta 2.2 16v | 1                        | -                        |
| Focus II-Berta           | 2010-12 / 2014-2015      | Duratec by Berta 2.2 16v | 7                        | 1 (2010)                 |
| Súper TC 2000            |                          |                          |                          |                          |
| Focus II-RPE V8          | 2012-2014                | RPE V8 2.7               | 4                        | 1 (2012)                 |
| Focus III-RPE V8         | 2014-2017                | RPE V8 2.7               | 1                        | -                        |
| TC 2000 (2012-)          |                          |                          |                          |                          |
| Focus III-Berta          | 2014-presente            | Duratec by Berta 2.2 16v | 11                       | 1 (2016)                 |

### Campeonatos
| #                        | Año                      | Piloto                         | Automóvil                | Victorias en ese año     |
| Turismo Competición 2000 | Turismo Competición 2000 | Turismo Competición 2000       | Turismo Competición 2000 | Turismo Competición 2000 |
| ------------------------ | ------------------------ | ------------------------------ | ------------------------ | ------------------------ |
| 1                        | 1984                     | Mario Rodolfo Gayraud          | Ford Taunus              | 3                        |
| 2                        | 1985                     | Rubén César Daray              | Ford Sierra              | 3                        |
| 3                        | 1996                     | Ernesto Celestino Bessone II   | Ford Escort Ghía         | 4                        |
| 4                        | 1997                     | Rubén Antonio Henry Martin     | Ford Escort Zetec        | 13                       |
| 5                        | 2000                     | Daniel Horacio Cingolani       | Ford Escort Zetec        | 3                        |
| 6                        | 2001                     | Gabriel Fernando Ponce de León | Ford Escort Zetec        | 2                        |
| 7                        | 2003                     | Gabriel Fernando Ponce de León | Ford Focus I             | 2                        |
| 8                        | 2005                     | Gabriel Fernando Ponce de León | Ford Focus I             | 4                        |
| 9                        | 2010                     | Norberto Edgardo Fontana       | Ford Focus II            | 2                        |
| Súper TC 2000            |                          |                                |                          |                          |
| 1                        | 2012                     | José María López               | Ford Focus II            | 4                        |
| «Joven» TC 2000          |                          |                                |                          |                          |
| 1                        | 2016                     | Antonino García                | Ford Focus III           | 1                        |

### Pilotos ganadores
| Turismo Competición 2000 | Turismo Competición 2000 | Turismo Competición 2000 | Turismo Competición 2000 | Turismo Competición 2000 |
| #                        | Piloto                   | Automóvil                | Victorias                | Años                     |
| ------------------------ | ------------------------ | ------------------------ | ------------------------ | ------------------------ |
| 1                        | Juan María Traverso      | Ford Taunus              | 8                        | 1980-1984                |
| 2                        | Esteban Fernandino       | Ford Taunus              | 11                       | 1980-1984                |
| 3                        | Mario Gayraud            | Ford Taunus              | 4                        | 1982-1984                |
| 3                        | Mario Gayraud            | Ford Sierra              | 10                       | 1985-1989                |
| 4                        | Rubén Daray              | Ford Taunus              | 1                        | 1981-1982                |
| 4                        | Rubén Daray              | Ford Sierra              | 3                        | 1985-1986                |
| 5                        | Gustavo Del Campo        | Ford Taunus              | 1                        | 1981-1985                |
| 6                        | Ernesto Bessone II       | Ford Taunus              | 0                        | 1983                     |
| 6                        | Ernesto Bessone II       | Ford Sierra              | 16                       | 1986-1994                |
| 6                        | Ernesto Bessone II       | Ford Escort Ghía         | 9                        | 1995-1997                |
| 7                        | Jorge Omar del Río       | Ford Sierra              | 2                        | 1986-1991                |
| 8                        | René Zanatta             | Ford Sierra              | 9                        | 1991-1994                |
| 9                        | Miguel Ángel Guerra      | Ford Sierra              | 1                        | 1991-1993                |
| 10                       | Omar Martínez            | Ford Sierra              | 1                        | 1994                     |
| 10                       | Omar Martínez            | Ford Escort XR3          | 1                        | 1995                     |
| 11                       | Guillermo Ortelli        | Ford Escort Ghía         | 1                        | 1994                     |
| 11                       | Guillermo Ortelli        | Ford Escort XR3          | 3                        | 1995-1996                |
| 12                       | Daniel Cingolani         | Ford Sierra              | 1                        | 1990-1994                |
| 12                       | Daniel Cingolani         | Ford Escort XR3          | 0                        | 1996                     |
| 12                       | Daniel Cingolani         | Ford Escort Zetec        | 9                        | 1997-2000                |
| 13                       | Luis Belloso             | Ford Escort Zetec        | 1                        | 1998-2002                |
| 14                       | Henry Martin             | Ford Sierra              | 0                        | 1993                     |
| 14                       | Henry Martin             | Ford Escort Ghía         | 0                        | 1995                     |
| 14                       | Henry Martin             | Ford Escort Zetec        | 19                       | 1997-2000                |
| 15                       | Gustavo Tadei            | Ford Escort Ghía         | 1                        | 1996-1997                |
| 16                       | Walter Hernández         | Ford Escort Zetec        | 5                        | 2001                     |
| 16                       | Walter Hernández         | Ford Focus I             | 1                        | 2002-2003                |
| 17                       | Gabriel Ponce de León    | Ford Escort Zetec        | 5                        | 1998-2001                |
| 17                       | Gabriel Ponce de León    | Ford Focus I             | 17                       | 2002-2009                |
| 17                       | Gabriel Ponce de León    | Ford Focus II            | 1                        | 2010                     |
| 18                       | Nicolás Kern             | Ford Escort Zetec        | 1                        | 2003                     |
| 18                       | Nicolás Kern             | Ford Focus I             | 0                        | 2004-2007                |
| 19                       | Diego Aventín            | Ford Focus I             | 2                        | 2004-2005                |
| 20                       | Martín Basso             | Ford Focus I             | 6                        | 2006-2009                |
| 20                       | Martín Basso             | Ford Focus II            | 0                        | 2010                     |
| 21                       | Norberto Fontana         | Ford Focus II            | 3                        | 2010-2011                |
| 22                       | Juan Manuel Silva        | Ford Sierra              | 0                        | 1994-1995                |
| 22                       | Juan Manuel Silva        | Ford Focus II            | 1                        | 2011                     |
| 23                       | Fabián Yannantuoni       | Ford Focus II            | 1                        | 2011                     |
| Súper TC 2000            |                          |                          |                          |                          |
| 1                        | José María López         | Ford Focus II            | 4                        | 2012                     |
| TC 2000 (2012-)          |                          |                          |                          |                          |
| 1                        | Gerardo Salaverría       | Ford Focus II            | 1                        | 2012                     |
| 2                        | Luciano Farroni          | Ford Focus III           | 3                        | 2014-2015                |
| 3                        | Federico Panetta         | Ford Focus II            | 1                        | 2014-2015                |
| 4                        | Mario Gerbaldo           | Ford Focus III           | 3                        | 2014-2015                |
| 5                        | Antonino García          | Ford Focus III           | 2                        | 2014-2016                |
| 6                        | Juan Ángel Rosso         | Ford Focus III           | 4                        | 2014-2016                |
| 7                        | Pablo Vuyovich           | Ford Focus III           | 1                        | 2016                     |
| 8                        | Santiago Mallo           | Ford Focus III           | 1                        | 2016 - presente          |

- Pilotos invitados a competencias Endurance que también ganaron con Ford

| # | Piloto            | Automóvil    | Victorias | Años |
| - | ----------------- | ------------ | --------- | ---- |
| 1 | Patricio Di Palma | Ford Focus I | 1         | 2004 |
| 2 | Luciano Burti     | Ford Focus I | 1         | 2005 |
| 3 | Daniel Serra      | Ford Focus I | 1         | 2009 |